# Ofensiva de Manbiŷ de 2024
La ofensiva de Manbij fue una campaña militar lanzada por el Ejército Nacional Sirio (ENS) pro- turco y la Fuerza Aérea Turca contra posiciones de las Fuerzas Democráticas Sirias en Manbij que duró del 6 al 11 de diciembre de 2024. Fue parte de la Operación Amanecer de la Libertad y ocurrió simultáneamente con la Ofensiva de Deir ez-Zor y las ofensivas más amplias de la oposición siria. Las FDS retiraron sus tropas el 11 de diciembre después de cinco días de conflicto tras un acuerdo de alto el fuego negociado por Estados Unidos.

## Antecedentes
Tras la captura de Tell Rifaat, el Ejército Nacional Sirio (ENS), respaldado por Turquía, anunció una campaña militar dirigida a Manbij, una ciudad estratégica en la zona rural del este de Alepo. Esta ofensiva tuvo una importancia particular ya que Manbij representaba el último territorio controlado por las Fuerzas Democráticas Sirias (FDS) al oeste del río Éufrates, donde el grupo mantenía su presencia con el apoyo militar de Estados Unidos. Las operaciones militares de la oposición ocurrieron como parte de la Operación Amanecer de la Libertad simultáneamente con la Operación Disuasión de la Agresión, que avanzó desde Idlib hacia Homs.
La sala de operaciones Dawn of Freedom, un componente del ENS, expresó que si bien su objetivo principal seguía siendo la eliminación del gobierno de Assad, se vieron obligados a enfrentarse a las FDS debido a lo que caracterizaron como ataques a aldeas controladas por la oposición en el campo de Alepo. La sala de operaciones emitió avisos de seguridad civil para los residentes de Manbij, solicitándoles que mantuvieran distancia de las instalaciones militares.
Según se informa, las autoridades turcas rechazaron los intentos de comunicación mediados por Rusia con las FDS, manteniendo su posición de que el grupo representaba una extensión siria del Partido de los Trabajadores del Kurdistán (PKK). Antes de la ofensiva, Turquía había emitido ultimátums militares a las FDS exigiendo su retirada al este del río Éufrates, que las FDS se negaron a aceptar. 
El 4 de diciembre de 2024, las FDS informaron de enfrentamientos en Dayr Hafir y en la región meridional de Manbij y confirmaron bajas entre el ENS.
Los analistas militares afirmaron que la ofensiva estaba en línea con las iniciativas turcas para establecer un corredor de seguridad a lo largo de la frontera norte de Siria. Este plan estratégico tenía como objetivo crear una zona de amortiguación de 30 kilómetros de profundidad en territorios controlados por las Fuerzas Democráticas Sirias (FDS), respaldadas por Estados Unidos. El presidente turco, Recep Tayyip Erdoğan, había enfatizado la conexión de la operación con preocupaciones de seguridad nacional, citando específicamente las actividades de grupos militantes kurdos en Turquía y Siria.

## Ofensiva
A partir del 6 de diciembre de 2024, el ENS inició operaciones militares extensas y crecientes en la zona rural oriental de la provincia de Alepo. Las operaciones incluyeron una intensa vigilancia con drones y ataques de artillería contra varias aldeas ubicadas en la zona rural del noroeste de Manbij bajo control de las FDS, incluidas Aoun al-Dadat, al-Daraj, Umm Jaloud, Sayada y Umm Adas. El Consejo Militar de Manbij (MMC), que opera bajo el mando de las FDS, informó que aviones de reconocimiento que las FDS supuestamente pertenecían a Turquía realizaron repetidas misiones de bombardeo. El consejo también informó que las operaciones con drones turcos ocurrieron aproximadamente veinte veces a lo largo de la región fronteriza entre Turquía y las FDS en tres frentes diferentes, incluso hacia Manbij y el vecino Al-Bab. 
Según el líder del Consejo, Sherfan Darwish, las fuerzas de las FDS repelieron con éxito los intentos de infiltración a lo largo de la línea del frente. Según el MMC, las FDS mantuvieron el control sobre la ciudad de Manbij y sus alrededores, la ciudad de Al-Arima cerca de Al-Bab, y Tabqa en la Gobernación de Raqqa. A pesar de la circulación de imágenes que mostraban concentraciones militares del ENS cerca de Manbij, que según el MMC incluían mercenarios turcos, los líderes del FDS las descartaron como material anticuado y las caracterizaron como componentes de una campaña de guerra de información.  La administración emitió declaraciones declarando su disposición a resistir la ofensiva, caracterizando las operaciones apoyadas por Turquía como una amenaza a la estabilidad regional y las relaciones intercomunitarias.
El 6 de diciembre, un combatiente de las FDS murió y otros resultaron heridos en un bombardeo de artillería turca sobre Manbij. 
El 7 de diciembre, dos combatientes de las FDS murieron y otros resultaron heridos en un ataque con un avión no tripulado kamikaze turco contra una posición en la ciudad de Manbij.  El ENS afirmó haber capturado Jableh Al-Hamra  y Tal Aswad  pero las FDS afirmaron haber repelido todos los ataques del ENS en múltiples frentes. 
El 8 de diciembre, la agencia estatal turca Anadolu informó que Orayma y Umm Dadat fueron capturadas por el ENS.  Turquía comenzó a apoyar la ofensiva del ENS realizando ataques con drones contra posiciones de las FDS.  Los informes turcos afirman que el 80% de Manbij fue capturado por el ENS.  La MMC negó cualquier avance del ENS. El Observatorio Sirio de Derechos Humanos (OSDH) informó que el ENS obtuvo el control de otros "grandes barrios de la ciudad" y una retirada parcial del MMC al este del Éufrates. Después de las afirmaciones turcas de que grandes partes de la región habían sido capturadas, la administración de Manbij publicó un video afuera del edificio gubernamental en el centro de Manbij, afirmando que las fuerzas apoyadas por Turquía no lograron entrar en la ciudad y que las FDS estaban comprometidas a mantener Manbij. 
El 9 de diciembre, la agencia estatal turca Anadolu afirmó que la ciudad había sido capturada por el ENS. Las FDS lo negaron, calificándolo de “guerra psicológica” y “propaganda”.  El OSDH afirmó que el ENS había capturado la mayor parte de la ciudad, afirmando la retirada del Consejo Militar de Manbij, a excepción de las posiciones en la retaguardia de Manbij. También se informó que después de mantener conversaciones, Estados Unidos y Turquía llegaron a un acuerdo que resultó en la retirada de las FDS de Manbij. 
El 10 de diciembre, el OSDH informó que facciones pro- turcas iniciaron "operaciones de venganza" contra civiles que vivían a lo largo de Al-Jazeera Road y en los barrios de Al-Asadiya y Nawajah. Las tropas mataron al menos a tres civiles kurdos, entre ellos una mujer, y quemaron y saquearon varias casas civiles mientras "humillaban" a sus residentes. 
El 11 de diciembre, Mazloum Abdi, comandante en jefe de las FDS, anunció que los soldados de las FDS "serán retirados de la zona lo antes posible" tras un acuerdo de alto el fuego negociado por Estados Unidos.

## Secuelas
El 23 de diciembre, las FDS lanzaron una ofensiva en la zona rural oriental de Alepo para recuperar el control de las posiciones alrededor de la presa de Tishrin y ganar más territorio a lo largo del río Éufrates.
Las Fuerzas Armadas turcas comenzaron a lanzar ataques aéreos en las cercanías de Kobane a finales de ese mes.